# Bryan Aldave
Bryan Maximiliano Aldave Benítez (Montevideo, Uruguay. 29 de septiembre de 1983) es un exfutbolista uruguayo. Se desempeñó como delantero.

## Trayectoria
Jugó los primeros años en Montevideo Wanderers, en el 2000 logró el ascenso al Campeonato Uruguayo de Primera División, compartiendo el equipo con Sergio Blanco, Jorge Martínez, Sebatián Eguren, Gabriel Cichero y Fernando Muslera. Jugó también la Copa Libertadores 2002.
Juega todo el 2004 por el Rocha FC peleando el descenso, sin embargo, logrando no descender. Jugó en el año 2005 en Cobreloa Campeonato Chileno Primera División compartiendo equipo con Alexis Sánchez. En la temporada 2006-07 vuelve a Rocha FC y juega también la Copa Libertadores 2006 junto a su hermano Mauro Aldave. En el año 2008 ficha por el Mamelodi Sundowns FC donde juega el Campeonato de primera división de Sudáfrica compartiendo equipo con Jorge Acuña y Peter Ndlovu. Jugó también la Liga de Campeones de la CAF 2008 con este equipo. En 2014 jugó por el Portuguesa, Brasileirao serie B 2014 compartiendo equipo con Marcos Assuncao. Se retira del futbol a nivel profesional en noviembre de 2017 jugando para el Cultural Santa Rosa de Perú marcando 10 goles en la temporada del campeonato peruano de Segunda División.

## Clubes
| Club                  | País      | Año       |
| --------------------- | --------- | --------- |
| Montevideo Wanderers  | Uruguay   | 2000-2003 |
| Rocha FC              | Uruguay   | 2004      |
| Estudiantes de Mérida | Venezuela | 2005      |
| Cobreloa              | Chile     | 2005      |
| Rocha FC              | Uruguay   | 2006-2007 |
| Trujillanos FC        | Venezuela | 2007      |
| Mamelodi Sundowns FC  | Sudáfrica | 2008      |
| Estudiantes de Mérida | Venezuela | 2009-2010 |
| Zamora FC             | Venezuela | 2010-2011 |
| Nacional Potosí       | Bolivia   | 2011      |
| Deportivo Pasto       | Colombia  | 2012-2013 |
| Monagas SC            | Venezuela | 2013      |
| Fenix                 | Uruguay   | 2013      |
| Nacional Potosí       | Bolivia   | 2014      |
| Portuguesa            | Brasil    | 2014      |
| Sud América           | Uruguay   | 2015      |
| Central Español       | Uruguay   | 2016      |
| Alfredo Salinas       | Perú      | 2016      |
| Cultural Santa Rosa   | Perú      | 2017      |